# Kurie (volby)
Volební kurie je typ volebního systému, v němž jsou voliči rozděleni do několika skupin (kurií), které volí odděleně a jejichž zvolení zástupci pak v zákonodárném sboru tvoří oddělenou skupinu. V kuriovém volebním systému není váha hlasu jednoho voliče stejná. 
Na území českých zemí fungoval kuriový systém při volbách do zemských sněmů od obnovení ústavního systému počátkem 60. let 19. století až do roku 1918. Ve volbách do Říšské rady (celostátní parlament ve Vídni) byly kurie používány až do roku 1907, kdy se poprvé volilo podle všeobecného a rovného volebního práva.
Při volbách do akademického senátu univerzit a fakult se užívá systému kurií.